# Ondřej Kohout
Ondřej Kohout (* 20. května 1953 Praha) je český a rakouský malíř, sochař, scénograf a grafik, signatář Charty 77. Žije ve Vídni, kam emigroval roku 1981.

## Život
Ondřej Kohout se narodil do rodiny prozaika a dramatika Pavla Kohouta a asistentky režie Anny Kohoutové. V tomto manželství se narodily i jeho dvě sestry, Kateřina a Tereza, provdaná Boučková. V Praze po ukončení základní školy v Presslově ulici absolvoval klasické gymnázium ve Štěpánské ulici. Po maturitě byl přijat na obor scénografie Divadelní fakulty Akademie múzických umění. Studoval malbu u profesora Oldřicha Smutného. Na rok byl bez udání důvodu ze školy vyloučen a po odvolání přijat zpět. Již během studia pracoval jako uvaděč v Divadle ABC a přivydělával si i mytím oken. Po zásahu Státní bezpečnosti na Plese železničářů v roce 1978 podepsal v bytě Marty Kubišové, tehdejší mluvčí, Chartu 77. Po absolvování studia mu nebylo umožněno pracovat v oboru, ani mimo obor. V té době byl již ženatý s malířkou Evou Vones a měli syna Mikuláše. Jako rodina proto požádali o vystěhování do Rakouska, což se povedlo po ročním vyřizování. Museli zaplatit za studium i za to, že se vzdávají občanství. Dostali potvrzení, že se dosud na území ČSSR „zdržovali přechodně“. Po vystěhování do Vídně chodili na kurz němčiny, rodina dostala přechodně malý byt a po několika letech obdrželi i rakouské občanství. Díky svému otci Pavlu Kohoutovi dostával i zakázky, například výpravu pro německojazyčnou verzi filmu Ucho. Navrhoval knižní obálky pro nakladatelství Knaus Verlag. Zároveň se věnoval i volnému malování a vystavoval v řadě evropských měst. Jeho obrazy jsou doprovázeny černým humorem, ironií i nadsázkou. Do své vlasti se podíval až v prosinci 1989. O úplném návratu rodina neuvažovala.

## Tvorba
Pro Bytové divadlo navrhl výtvarné a kostýmní řešení k představení Play Macbeth, ve kterém účinkovali zakázaní herci Vlasta Chramostová a Pavel Landovský. Úpravu a režii měl jeho otec. Své první návrhy na scénu a kostýmy připravil pro představení August Agust, august a ty byly v roce 1980 tajně převezeny do vídeňského divadla Theater in der Josefstadt. V exilu se jeho původně temné expresivně figurativní obrazy začaly rozjasňovat a staly se dynamickými. V zahraničí působil jako malíř a scénograf v mnoha městech. Po roce 1989 vystavoval i v Čechách.

## Výstavy - výběr
1982 – Antverpy ( společná s Evou Vones, Vlastimilem Třešňákem a Karel Trinkenwitzem)
1989 – Bochum : Ondřej Kohout 1981-1989. (autorská)
1992 – Praha: Martin Dräger: Sochy, Ondřej Kohout: Obrazy. (kolektivní)
1993 – Kolín nad Rýnem: Ondřej Kohout 1990-1992. (autorská)
1994 až 1996 – Kolín nad Rýnem, Praha, Antverpy, Vídeň: Ondřej Kohout: Muž, který se čtyřikrát našel.(autorská)
1997 – Praha: Umění pro kancelář (kolektivní)
1997 – Liberec: Ondřej Kohout: Viděno lidsky i nelidsky. (autorská)
1999 – St. Pölten: Tschechische und österreichische KünstlerInnen in Österreich. (autorská)
1999 – Praha: Ondřej Kohout: Pes, který je hbitý, nekouše / Ein hund, der flink ist, beisst nicht. (autorská)
2000 – Praha Eva Vones, Ondřej Kohout: Kartony.(kolektivní)
2004 – Brno: Pocta Leoši Janáčkovi - Hommage à Leoš Janáček. (kolektivní)
2006 – Helfenberg: Grenzenfresser / Požírači hranic. (kolektivní)
2010 – Olomouc: České umění v exilu / Tschechische Kunst im Exil Wien. (kolektivní)
2016 – Praha: Sportu zdar!: Sport v umění 1945-2016. (kolektivní)
2019 – Praha: Nezlomní. (kolektivní)
2020 – Praha: Ondřej Kohout: Odpal! (autorská)
2022 – Vídeň: Múzická Vídeň / Das musische Wien. (kolektivní)
2024 – Praha: Na led! Hokej a bruslení v obrazech.(kolektivní)